# Erik Rolfsen
Erik Rolfsen, född 24 juli 1905 i Ålesund, död 27 september 1992 i Oslo, var en norsk arkitekt. 
Rolfsen blev student 1924 och avlade arkitektexamen vid Norges tekniske høgskole 1930. Han blev arkitekt på Kooperative Landsforbundets arkitektkontor 1931, förste arkitekt vid Oslo regleringsväsende 1938, regleringsarkitekt i Kristiansund 1940, konsulent i byggnadsfrågor hos exilregeringen i London 1943, ledare för Brente steders regulering 1945 och var stadsplanechef i Oslo från 1947. Han var president för International Federation for Housing and Planning 1954–1958 och ordförande i Oslo Arkitektforening 1948–1949.